# Karl Zeisberg
Karl Zeisberg (Breslau, 1788 – Klagenfurt, 1863. június 29.) osztrák császári-királyi altábornagy.

## Életrajza
1807-től hadfi a 2. ulánusezrednél, 1809-től zászlós a 3. gyalogezrednél. Wagramnál súlyosan megsebesült. 1810-ben elhagyta a hadsereget, de egy év múlva mégis hadapródként katonának állt. 1812-ben már a 7. vadászzászlóalj alhadnagya volt. A Schwarzenberg-hadtest soraiban részt vett az oroszországi hadjáratban. Egy kozákkal vívott párviadaláért ezüst vitézségi érmét kapott, sebesülést is szerzett és hadnaggyá léptetik elő. 1813-ban Lipcsénél újra megsebesült és főhadnaggyá léptették elő. 1815-től a vezérkarnál, majd különböző huszárezredeknél szolgált. 1830-ban őrnaggyá léptették elő. Közreműködött Horvátország feltérképezésében. 1831-től az itáliai 2. hadtest vezérkari főnöke volt. 1837-től Magyarországon szolgált, alezredesi, majd 1840-től ezredesi rendfokozatban. 1847-től vezérőrnagy és dandárparancsnok beosztást lát el Zárában.
1848 szeptemberétől 1849 áprilisáig Jelačić vezérkari főnöke. Bécs bevételéért megkapta a Katonai Mária Terézia-rend lovagkeresztjét. Mint vezérkari főnök részt vett a schwechati és a móri ütközetek előkészítésében. Részt vett a kápolnai csatában is. 1849 február-márciusában több merész haditervet készített, többé-kevésbé nyíltan bírálta Windisch-Grätz tétovázó hadvezetését. Mivel a császári hadsereg tavaszi kudarcaiért őt is felelősnek tekintették, 1849 áprilisában áthelyezték a Laval Nugent irányításával Stájerországban szerveződő II. tartalék hadtesthez, ahol megint dandárparancsnokként szolgált. 1849 júliusától altábornagy, az erdélyi hadtest hadosztályparancsnoka. 1852. február 1-jén nyugállományba helyezték.